# Œdicnème vermiculé
Burhinus vermiculatus
Espèce
Statut de conservation UICN

 LC  : Préoccupation mineure
L'Œdicnème vermiculé (Burhinus vermiculatus) est une espèce d'oiseaux de la famille des Burhinidae. C'est une espèce endémique du continent africain.

## Description

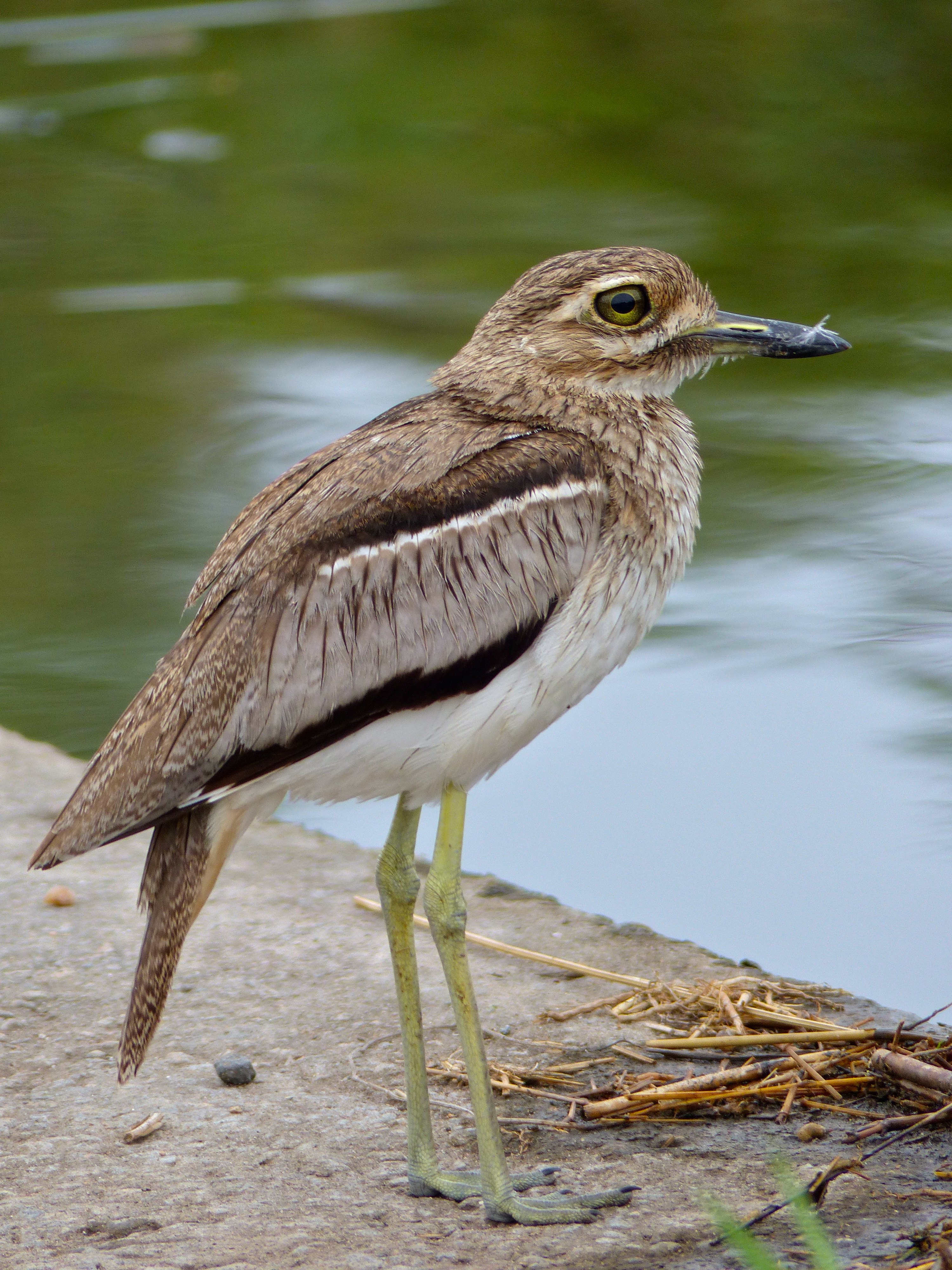
Burhinus vermiculatus (Parc national Kruger, Afrique du Sud)

Cet oiseau, qui présente des ressemblances avec certains pluviers, a le dos brun tacheté de noir, la poitrine blanche tachetée de brun et le ventre blanc. Il a sur les ailes une bande alaire plus grise, bordée de noir. Il possède de longues pattes et de grands yeux de couleur jaune-vert.

## Comportement
Il est plus actif à l'aube et au crépuscule que de jour. Pendant la journée, il reste généralement couché sous le couvert de la végétation.
Son régime est carnivore : il consomme des insectes aquatiques, des termites ou des sauterelles, mais aussi des crustacés (notamment des crabes jusqu'à 5 cm de diamètre), des mollusques, des vers, des grenouilles et tétards, des mille-pattes, voire quelques graines de plantes herbacées.
L'œdicnème vermiculé vit en symbiose avec les crocodiles sur les bords du Nil. Il bâtit son nid auprès de celui du gros reptile et lui sert de sentinelle. En poussant des cris d'alerte dès qu'un danger s'approche, il pousse le saurien à revenir en toute hâte vers sa couvée, de ce fait protégeant ainsi efficacement celle de l'oiseau.

## Répartition et habitat
L'Œdicnème vermiculé est endémique du continent africain. On peut le rencontrer dans toutes les zones non désertiques de l'Afrique sub-saharienne.
Il vit sur le bord de cours d'eau ou de lacs présentant un couvert végétal.

## Statut et préservation
La population de cette espèce a été estimée entre 26 000 et 130 000 individus.
Du fait de l'importance de cette population, de sa grande aire de répartition (plus de 5 millions de kilomètres carrés) et de son apparente stabilité, l'UICN a classé cette espèce dans la catégorie LC (préoccupation mineure).

## Sous-espèces
D'après la classification de référence (version 14.1, 2024) de l'Union internationale des ornithologues, l'Œdicnème vermiculé possède 2 sous-espèces (ordre philogénique) :
- Burhinus vermiculatus buettikoferi (Reichenow) 1898 ;
- Burhinus vermiculatus vermiculatus (Cabanis) 1868.

## Philatélie
L'Afrique du Sud a émis un timbre à l'effigie de cet oiseau en 1997.

## Photos et vidéos
- Galerie photo sur African Bird Club
- Galerie Flickr sur Avibase
- Vidéo IBC: B.v.vermiculatus adulte (Afrique du Sud)
- Photo de B.vermiculatus sur Oiseau.net
- Adulte et juvénile de B.vermiculatus sur Oiseau.net
- B.vermiculatus sur Oiseau.net